# Бернасо-Креша (Савона)
Бернасо-Креша је насеље у Италији у округу Савона, региону Лигурија.
Према процени из 2011. у насељу је живело 59 становника. Насеље се налази на надморској висини од 104 м.